# Ma'ulu'ulu
Ma'ulu'ulu é um dança tradicional de Tonga, executada por um grupo de homens e mulheres sentados; estilisticamente, a dança é um sucessor direto do antigo ʻotuhaka tendo sido sintetizado com o Maulu'ulu de Samoa que foi importado durante o século XIX.

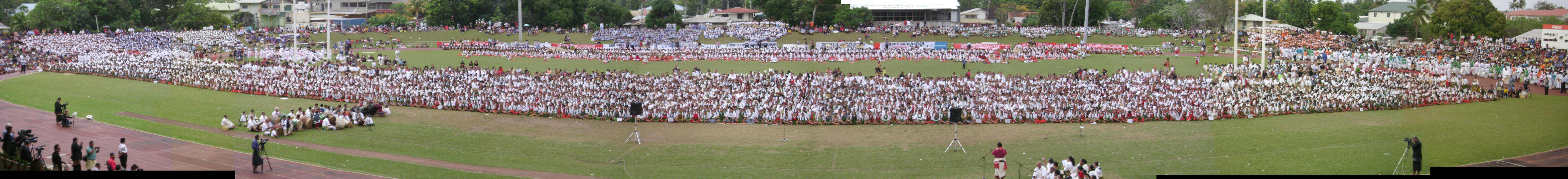
Nove mil estudantes realizaram a dança mauluulu durante a coroação do Rei George Tupou V, em 2008.